# Giovanni Antonio Lupi
Giovanni Antonio Lupi (Bergamo, 1598 – Treviso, 4 gennaio 1668) è stato un vescovo cattolico italiano.

## Biografia
Di nobile origine bergamasca, il 21 agosto 1645 fu eletto vescovo di Treviso.
Tra il 1658 e il 1663 compì la visita pastorale alla diocesi.
Nel 1661 celebrò il sinodo diocesano.
Difese con decisione i diritti della mensa vescovile.
Morì a Treviso il 4 gennaio 1668.

## Genealogia episcopale
La genealogia episcopale è:
- Cardinale Tolomeo Gallio
- Vescovo Cesare Speciano
- Patriarca Andrés Pacheco
- Cardinale Agostino Spinola
- Cardinale Giulio Cesare Sacchetti
- Cardinale Giovanni Giacomo Panciroli
- Vescovo Giovanni Antonio Lupi